# Tricyphona
Tricyphona är ett släkte av tvåvingar som beskrevs av Zetterstedt 1837. Tricyphona ingår i familjen hårögonharkrankar.

## Bildgalleri

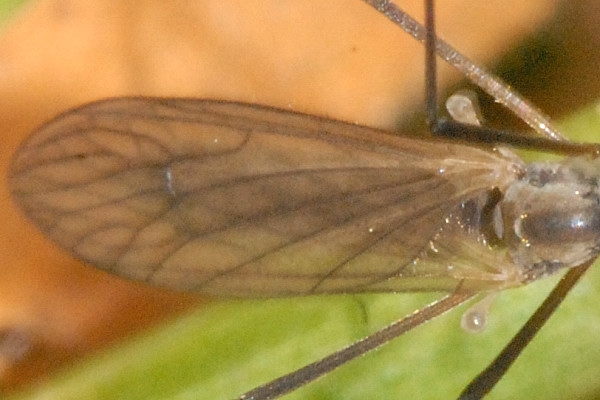
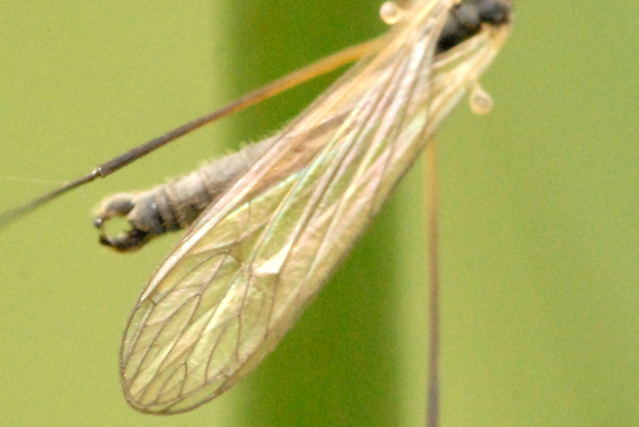

## Dottertaxa tillTricyphona, i alfabetisk ordning[1][2]
- Tricyphona acicularis
- Tricyphona aethiops
- Tricyphona ailinia
- Tricyphona albicentra
- Tricyphona alpigena
- Tricyphona alticola
- Tricyphona ampla
- Tricyphona aperta
- Tricyphona araucana
- Tricyphona arctica
- Tricyphona arisana
- Tricyphona arthuriana
- Tricyphona aspidoptera
- Tricyphona auripennis
- Tricyphona autumnalis
- Tricyphona aysenensis
- Tricyphona bianchii
- Tricyphona bicollis
- Tricyphona bicomata
- Tricyphona bidentifera
- Tricyphona brevifurcata
- Tricyphona buetigeri
- Tricyphona calcar
- Tricyphona cascadensis
- Tricyphona cervina
- Tricyphona chilota
- Tricyphona cinereicolor
- Tricyphona claggi
- Tricyphona confluens
- Tricyphona congrua
- Tricyphona constans
- Tricyphona contraria
- Tricyphona crassipyga
- Tricyphona debilis
- Tricyphona degenerata
- Tricyphona diaphanoides
- Tricyphona disphana
- Tricyphona elegans
- Tricyphona epione
- Tricyphona ericarum
- Tricyphona exoloma
- Tricyphona fenderiana
- Tricyphona flavipennis
- Tricyphona formosana
- Tricyphona frigida
- Tricyphona fulvicolor
- Tricyphona furcata
- Tricyphona fuscostigmata
- Tricyphona gigantea
- Tricyphona glabripennis
- Tricyphona glacialis
- Tricyphona guttistigma
- Tricyphona hannai
- Tricyphona huffae
- Tricyphona hynesiana
- Tricyphona immaculata
- Tricyphona inconstans
- Tricyphona insulana
- Tricyphona johnsoni
- Tricyphona katahdin
- Tricyphona kehama
- Tricyphona kirishimensis
- Tricyphona livida
- Tricyphona longiloba
- Tricyphona macateei
- Tricyphona macrophallus
- Tricyphona magra
- Tricyphona margipunctata
- Tricyphona megastigma
- Tricyphona nigritarsis
- Tricyphona nigrocuspis
- Tricyphona novaezelandiae
- Tricyphona omeiana
- Tricyphona optabilis
- Tricyphona orophila
- Tricyphona pahasapa
- Tricyphona paludicola
- Tricyphona pectinata
- Tricyphona penai
- Tricyphona perpallens
- Tricyphona perrecessa
- Tricyphona phaeostigma
- Tricyphona platyptera
- Tricyphona protea
- Tricyphona pumila
- Tricyphona rainieria
- Tricyphona rubiginosa
- Tricyphona sakkya
- Tricyphona schummeli
- Tricyphona septentrionalis
- Tricyphona serrimarga
- Tricyphona shastensis
- Tricyphona simplicistyla
- Tricyphona smithae
- Tricyphona subaptera
- Tricyphona tachulanica
- Tricyphona tacoma
- Tricyphona townesiana
- Tricyphona truncata
- Tricyphona unicolor
- Tricyphona unigera
- Tricyphona ussurica
- Tricyphona vernalis
- Tricyphona xanthoptera
- Tricyphona yakushimana
- Tricyphona zwicki